# Nahum Zolotov
Nahum Zolotov (1926, Varsovie, Pologne – 15 mai 2014, Israël) est un architecte israélien et le gagnant du Rokach Prize en 1961 et 1973.

## Biographie
Zolotov naît en 1926 à Varsovie en Pologne et déménagea avec sa famille à Tel Aviv, Israël en 1935. Depuis 1939, il travaillait avec le sculpteur Moshe Sternschuss. Un des plus fameux projets de leur collaboration est le Nitzanim Memorial Building (construit en 1965 dans le style brutaliste), dédié aux victimes de la Bataille de Nitzanim.  Celui-ci devint un des plus importants édifices dans l’histoire de l’architecture israélien pour son évocation des sentiments d’un soldat luttant pour son domicile, et d’un sens de perte pour les morts. Un monument pour les victimes fut également construit à côté du bâtiment par Moshe Sternschuss.
Après un an de service dans la force de police (pendant lequel il travaillait comme gendarme dans les plaines du Kibbutz HaShofet), il commença ses études en architecture au Technion et termina en 1950. 
Aux années 1950 et 60, Zolotov devint un des plus célèbres architectes israéliens du style brutaliste et un pionnier dans le cadre de l’aménagement urbain. En 1958, il planifia le premier grand édifice à Tel Aviv. L’édifice, dont l’adresse était 77-79 rue Yehuda, avait onze étages (un étage commercial, un étage ouvert, huit étages résidentiels, et le plus haut étage, où le bureau de Zolotov fut situé). Elle contenait le premier supermarché en Israël, fondé par la compagnie Supersol. Zolotov fut considérablement avancé dans sa carrière à cause du projet, car celui-ci contribua à sa nomination pour le Rokach Prize de 1961.
En 1963, il reçut le Rechter Prize pour sa conception d’une maison d’hôtes à Ein Avdat.
En 2011, le livre Nahum Zolotov - Architect and City Planner est publié par l’architecte Tula Amir.

## Œuvres (sélection)
- Appartement et supermarché, rue Ben Yehuda, Tel Aviv, 1958 (Prix Rokach d'Architecture, 1961)
- Projets de logement, Ashkelon, 1957
- Immeuble, Ashkelon 1959.
- Exemple d'un Projet de Maison (avec le groupe Architectes) de la zone 5 à Beer Sheva, 1959
- Les bureaux de «La Bouche de Glilot», Tel Aviv, 1959
- L'école Ein Gedi 1962
- Centre de visite, Ein Avdat, 1962 (Prix Rechter d'Architecture)
- Les projets de logement et l'école de terrain Naot Hakikar 1963
- Centre Culturel et Mémorial, Kibutz Nizanim 1965
- La Maison de récupération dans les forêts Carmel 1966
- La Grande Synagogue, Nazareth Ilit 1967
- Siège Shabak, Tel Aviv, 1967 (Prix Rokach d'Architecture 1973)
- Hôpital privé, 1967, Ramat Aviv
- Cafétéria et Club des étudiants (aujourd'hui le Département d'Architecture), fin des années 1960, l'Université de Tel Aviv, Tel Aviv
- Gare du sud de Tel Aviv, 1970
- La Synagogue de l'unification des immigrants de Babylone / Irak, Be'er Sheva, 1971
- Le Delphinarium à Tel Aviv, 1978 [4]
- La synagogue du groupe ethnique irakienne, Be'er Sheva, 1973-1981
- La Maison de «l'expérience israélienne», vieille ville de Jaffa